# Stávros Xarchákos
 (juillet 2025).
Si vous disposez d'ouvrages ou d'articles de référence ou si vous connaissez des sites web de qualité traitant du thème abordé ici, merci de compléter l'article en donnant les références utiles à sa vérifiabilité et en les liant à la section « Notes et références ».
Stávros Xarchákos (grec moderne : Σταύρος Ξαρχάκος, API : /ˈstaˑvro̞s̠ k͡sarˈxaˑk̠o̞s̠/), compositeur, chef d'orchestre et homme politique grec est né le 14 mars 1939.
Stávros Xarchákos est l'un des plus célèbres musiciens contemporains de son pays et y occupe une place comparable à celle de Míkis Theodorákis.

## Biographie
Il étudie d'abord au Conservatoire d'Athènes et ses compositions sont diffusées dès 1961. Très rapidement, le public l'adopte au même titre que Mános Hadjidákis ou Míkis Theodorákis. Comme eux, il réalise des musiques de film : il est récompensé au festival du cinéma grec 1968 (Thessalonique) par le prix de la meilleure musique pour Des Filles au soleil.
En 1967, il se rend à Paris pour étudier pendant quatre ans l'harmonie, la composition, la direction d'orchestre auprès de Nadia Boulanger. Il poursuit sa formation auprès du compositeur David Diamond à la Juilliard School of Music. C'est à cette époque qu'il rencontre Leonard Bernstein qu'il assiste pendant quelques années, ayant ainsi l'occasion de diriger l'Orchestre philharmonique de New York.
En 1995, il fonde l'Orchestre national pour la musique grecque (KOeM), dont il devient directeur artistique. Il enregistre des disques avec cet orchestre et fait des tournées dans le monde entier.
Stávros Xarchákos est un compositeur particulièrement prolifique. À côté des innombrables chansons qu'il a créées, il compose également des musiques de ballet, de théâtre, de film et de télévision. Son œuvre représente une quarantaine d'albums et presque autant de bandes musicales de films ou de dramatiques pour la télévision. Le 30 septembre 2014, il fête les cinquante ans de sa carrière en donnant un important concert intitulé « Hellas, ma mère » à l'Odéon d'Hérode Atticus. 
De 2000 à 2004, Stávros Xarchákos a été député au Parlement européen.
Il épouse Iro Saia en 2015.

## Chansons célèbres
- 1964 : 
  - Aponi zoi (Άπονη ζωή), paroles : Leftéris Papadópoulos, interprètes : Grigóris Bithikótsis et Ria Kourti
  - Oneiro demeno (Όνειρο δεμένο ), paroles : Vangelis Goufas, créée par Panos Gavalas et Ria Kourti, du film Lola de Dinos Dimopoulos
  - Phtochologia (Φτωχολογιά), paroles : Leftéris Papadópoulos, interprètes : Grigóris Bithikótsis, Stélios Kazantzídis, Marinella
- 1966 : 
  - Stou Othona ta chronia (Στου Όθωνα τα χρόνια), paroles Níkos Gátsos, interprétée par Agnes Baltsa, Stamatis Kokotas, Alkistis Protopsalti
  - Matia vourkomena (Μάτια βουρκωμένα), paroles Níkos Gátsos, interprétée par Dimitris Papamichael dans le film Diplopenies (Διπλοπενιές),  de Yorgos Skalenakis, interprète : Grigóris Bithikótsis
  - Ypomoni (Υπομονή), paroles : Alékos Sakellários, interprètes : Alíki Vouyoukláki, Grigóris Bithikótsis, Nana Mouskouri